# V. G. Paleolog
Vasile Georgescu Paleolog, connu sous le nom de V. G. Paleolog, (né dans le județ de Dolj en 1890, mort à Craiova en 1979), fut un libre penseur, critique d’art et essayiste roumain considéré comme un des meilleurs exégètes de l’œuvre de Constantin Brâncuși.

## Biographie
À peine sorti de l’adolescence, il côtoya les milieux littéraires bucarestois tout particulièrement le cénacle et les réunions du poète Alexandru Macedonski. Un peu trop admiratif des idées libertaires (Max Stirner, Bakounine, etc.), il fut contraint de trouver refuge en Italie et, ensuite, à Paris en 1909. Il approcha ici la bohème intellectuelle et artistique de Montmartre et de Montparnasse ayant connu et fréquenté, entre autres, Amedeo Modigliani, Guillaume Apollinaire, Erik Satie et surtout l’atelier de son compatriote et ami Constantin Brâncuși. Il collabore à l’Intransigeant  et Paris Midi et édite à ses frais La Roumanie latine afin de faire connaître les jeunes talents roumains résidant en France (1913). Mobilisé en 1916, il participe à la première Guerre mondiale sous les ordres des attachés militaires roumains en France et en Italie.
En 1914, il épouse la musicienne Cécile Lauru. De ce mariage, naissent trois enfants.
Il entamera en Italie une brève carrière de courtier international avant de regagner dans les années 1920 son pays natal, la Roumanie, afin d’administrer et de gérer l’héritage foncier familial. En parfait « Gentleman Farmer » il essaie d’assurer la prospérité des siens et, en tant que maire, celle de son village Corlate (Dolj). Il ne renonce pas pour autant à écrire et à publier afin de promouvoir les idées et les artistes de l’avant-garde de l’époque qui lui sont chers. Il s’intéresse à la correspondance des arts et à la synesthésie, au renouveau musical tel qu’Erik Satie le proposait, à la sculpture de Constantin Brâncuși, aux « voyelles » d'Arthur Rimbaud et au « coup de dés » mallarméen, etc. Il fit preuve d’érudition en traduisant en roumain le Trattato della Pittura de Léonard de Vinci et par son excellente étude concernant ce manuscrit léonardesque Introducere în “Cartea despre pictură“ a lui Leonardo da Vinci (Introduction au „Livre sur la peinture” de Leonard de Vinci), 1947. Il encourage et soutient, également, les recherches esthétiques de son compatriote Pius Servien, qui choisit de vivre en France tout comme, d’ailleurs, Brancusi (qui  est naturalisé français en 1952) et d'autres de ses amis.
L’intégration forcée de la Roumanie dans le bloc soviéto-communiste a entraîné les pires vexations pour lui et les siens (expropriation des terres, spoliation des biens, assignation à domicile, interrogatoires, etc.). « Réhabilité » selon la terminologie des années 1965-1970, V.G. Paleolog se consacra surtout à la réinterprétation de l’œuvre de Constantin Brâncuși, sculpteur roumain de notoriété internationale, hélas, répudié par les théoriciens roumains du "réalisme socialiste". Il publia et prononça un nombre impressionnant de commentaires afin de rendre accessible la modernité de l’art du XXe siècle. En tant que membre de l’AICA (Association internationale des critiques d’art) auprès de l’UNESCO et de l’American Institut of Writing-Research Corp., de New York, il a réussi contre toute attente à convaincre les émissaires culturels des années 1970 de récupérer les minutes du fameux procès Brâncuși vs. United States de 1928 et à les faire traduire en roumain.
Dans le paysage atone et morne du totalitarisme des années 1970-80, les propos et la personnalité de V.G. Paleolog marquèrent nombre de jeunes intellectuels assoiffés de liberté de pensée et d’expression. Raison pour laquelle la municipalité de Craiova honora son souvenir par un buste en bronze inauguré en 2006 et par une rue qui porte son nom.

## Publications
- Sfârşitul României (La fin de la Roumanie), Fulgerul, 1909.
- La Roumanie latine, revue éditée à Paris, 1914.
- Sculptorul Brâncuşi (Brâncuși, le sculpteur), în „Arhivele Olteniei”, no 92-94, 1937.
- Constantin Brâncuşi, Ramuri, Craiova, 1938.
- Introducere la studiul critic al Operei picturale de la Sfântul Gheorghe Nou din Craiova (Avant propos en vue d’une étude critique de la peinture murale de l’église Saint Georiges (Nou) de Craiova), Ramuri, Craiova, 1944.
- A doua carte despre C. Brâncuşi (Mon second livre sur Brâncuși), Ramuri, Craiova, 1944,
- Imaginea poetică colorată la Alexandru Macedonski, - Pagini manuscrise coloriate şi inedite din “Calvaire de feu“. Interpretate sub unghiul viziunii si al auditiei colorate si sinestetic (Image poétique et couleur chez Alexandre.Macedonski – textes colorés et inédits du manuscrit du poème“Calvaire de feu“ interprétés selon les règles de la synesthésie), Vatra, Bucuresti, 1944.
- Leonardo da Vinci, Carte despre pictura (Traité de peinture), trad. V. G. Paleolog, Bucuresti, 1944.
- Despre Erik Satie şi noul muzicalism. Muzica - golul – sculptura (Sur Erik Satie et la „nouvelle musicalité”. Musique – le vide – la sculpture), Vatra, Bucureşti, 1945.
- Sinestezie - Cuvânt întors spre dovedirea d-lui Șerban Cioculescu (La synesthésie – Réponse à M. Șerban Cioculescu), Ed. Scrisul Românesc, Craiova, 1946.
- Brâncuşi, valeur internationale, în „Arcades”, no 1, 1947.
- C. Brâncuşi, Ed. Forum, Bucureşti, 1947.
- Introducere în “Cartea despre pictură“ a lui Leonardo da Vinci (Avant propos au „Livre sur la peinture” de Leonard de Vinci), Luceafărul, Bucureşti, 1947.
- Valorificarea moştenirii culturale a lui Brâncuşi (La valorisation de l’héritage culturel de Brâncuși), Memoriul nr. 3, 1965, mss. in arhiva „Cercului de studii Brâncuşi”, Bucureşti, (în colaborare cu Tretie Paleolog).
- Columna nesfârşitului (La colonne sans fin), în „Almanahul Ramuri”, Craiova, 1966.
- Tinereţea lui Brâncuşi (La jeunesse de Brâncuși), Ed. Tineretului, Bucureşti, 1967.
- De la genèse de la "Via Sacra” de Târgu - Jiu, Centre d'Histoire, de Philologie et d’Ethnographie, Craiova, 1967.
- Brâncuşi - concepţie urbanistică (Brâncuși et sa vision urbanistique), în „Arta”, Bucureşti, no 3, 1967.
- Masa tăcerii - note pentru exegeză (La Table du silence – préliminaires en vue d’une exégèse), în „Colocviul Brâncuşi”, Ed. Meridiane, Bucureşti, 1968.
- Fulguraţii în jurul operei lui Pius Servien (Considérations rapides sur l’œuvre de Pius Servien), în „Secolul 20”, Bucureşti, no 4, 1970.
- Leonardo da Vinci, Tratat despre pictura (Traité de peinture), trad. revizuita de V. G. Paleolog si Tretie Paleolog, Ed. Meridiane, Bucuresti, 1971, 294p.
- Obiective turistice, din Oltenia, inedite (Lieux touristiques inédits en Oltenie), Craiova, 1972.
- Brâncuşi - Brâncuşi, Ed. Scrisul românesc, Craiova, 1976.
- Procesul sculpturii moderne. Eseuri (Le procès de la sculpture moderne. Essais), Fundaţia "Constantin Brâncuşi", Târgu-Jiu, 1996.
- Éditoriaux, articles et autres interventions éditoriales consacrés à C. Brâncuși dans des quotidiens, revues et autres publications roumaines, tels : „Înainte” 1964 - 1972 (Craiova ), „Tribuna” (Cluj), „Ramuri” (Craiova), „Secolul 20” (Bucarest), „Arta plastica” (Bucarest), etc.